# Friedrich von Engel
Friedrich von Engel (* 19. August 1867 in Olmütz, Markgrafschaft Mähren; † 20. Dezember 1941 in Wien) war ein österreichischer Richter.

## Leben
Friedrich von Engel war Sohn des langjährigen Olmützer Bürgermeisters und späteren Reichsratsabgeordneten Josef von Engel. Er absolvierte das Gymnasium in Olmütz und studierte danach zunächst an der Philipps-Universität Marburg Rechtswissenschaft. 1885 wurde er im Corps Guestphalia Marburg aktiv. Als Inaktiver wechselte er an die Universität Wien und schließlich an die Universität Graz. Zum Doktor der Rechtswissenschaften promoviert, war er 1890–1893 bei der Wiener Finanzprokuratur tätig.
1893 wechselte Friedrich von Engel in den richterlichen Dienst. Zunächst war er am Beginn seiner richterlichen Laufbahn Auskultant in Korneuburg, Gerichtsadjunkt in Schwechat sowie schließlich als Gerichtssekretär am Bezirksgericht Josefstadt für Strafsachen zuständig. Später wurde er in der Zivilrechtsabteilung des BG Josefstadt tätig und engagierte sich als Gründungsmitglied der Österreichischen Richtervereinigung, bei der er im weiteren Verlauf seiner Karriere auch Herausgeber ihrer Mitteilungen wurde.
Ab 1908 war er vier Jahre Landesgerichtsrat am Landesgericht Salzburg. Seit 1912 als Richter am Handelsgericht wieder in Wien, wurde er 1918 Vizepräsident des Wiener Landesgerichts für Zivilrechtssachen. Von 1919 bis 1934 gehörte Friedrich Engel, wie er nach dem Adelsaufhebungsgesetz hieß, dem österreichischen Verfassungsgerichtshof als Mitglied an. Ab 1920 war er zudem hauptberuflich als Präsident des Wiener Handelsgerichts tätig. 1932 trat er in den Ruhestand.

## Ehrenämter
- Präsident der Österreichischen Richtervereinigung (1914–1923)
- Obmann der Wiener Juristischen Gesellschaft (1926–1938)
- Vorstand des Wiener Zweigvereins der International Law Association
- Vorstand der Gesellschaft der Musikfreunde
- Vizepräsident des Wiener Goethe-Vereins
- Vorsitzender der Anton-Wildgans-Gesellschaft